# Liste de noms traditionnels d'étoiles
Pour les autres listes d'étoiles, voir Liste de listes d'étoiles.
 (février 2021).
Si vous disposez d'ouvrages ou d'articles de référence ou si vous connaissez des sites web de qualité traitant du thème abordé ici, merci de compléter l'article en donnant les références utiles à sa vérifiabilité et en les liant à la section « Notes et références ».
Cette page donne une liste des noms traditionnels de certaines étoiles.
Ces noms sont pour la plupart dérivés de phrases en arabe ou en latin décrivant la position de l'étoile à l'intérieur de leur constellation, ce qui explique également qu'il y ait relativement peu d'étoiles de basse déclinaison, celles-ci n'étant pas visibles pour les civilisations qui nous ont transmis ces appellations. Certains astres, qui possèdent parfois plusieurs noms très différents, sont cités plusieurs fois.
La liste est triée par ordre alphabétique. La colonne du milieu donne la désignation de Bayer (de Flamsteed ou le code de l'Union astronomique internationale (UAI) le cas échéant).
Les noms sur fonds bleus sont les noms officiellement reconnus par l'UAI (noter que tout nom reconnu par l'UAI n'est pas nécessairement un nom traditionnel).
- Haut – A
- B
- C
- D
- E
- F
- G
- H
- I
- J
- K
- L
- M
- N
- O
- P
- Q
- R
- S
- T
- U
- V
- W
- X
- Y
- Z

## A
| Nom propre                   | Désignation               | Signification                                                                      |
| ---------------------------- | ------------------------- | ---------------------------------------------------------------------------------- |
| Abrachaleus                  | Beta Geminorum            | Hercule (grec ancien).                                                             |
| Abyssus Aquae                | Upsilon Ceti              | Les Eaux des abysses (latin).                                                      |
| Acamar                       | Theta Eridani             | L'Embouchure du fleuve (arabe).                                                    |
| Achernar                     | Alpha Eridani             | L'Embouchure du fleuve (arabe).                                                    |
| Achird                       | Eta Cassiopeiae           | L'Extrémité (arabe)                                                                |
| Acrab                        | Beta1 Scorpii             | Le Scorpion (arabe)                                                                |
| Acrux                        | Alpha Crucis              | Alpha de la Croix (issu de la désignation de Bayer).                               |
| Acubens                      | Alpha Cancri              | Les Pinces (du Crabe) (arabe).                                                     |
| Adara                        | Epsilon Canis Majoris     | Les Vierges (arabe)                                                                |
| Adhaféra                     | Zeta Leonis               | La Boucle de la crinière du Lion (arabe).                                          |
| Adhara                       | Epsilon Canis Majoris     | Les Vierges (arabe)                                                                |
| Adhil                        | Xi Andromedae             | L'extrémité de la traîne (arabe).                                                  |
| Adib                         | Alpha Draconis            | Les deux Loups (arabe).                                                            |
| Adkhaféra                    | Zeta Leonis               | La Boucle (arabe)                                                                  |
| Agéna                        | Beta Centauri             | Les Genoux                                                                         |
| Aïn                          | Epsilon Tauri             | L'ŒIL (arabe)                                                                      |
| Aïn al Rami                  | Nu Sagittarii             | L'Œil de l'archer (arabe).                                                         |
| Ak                           | Alpha Ursae Majoris       | L'Œil (arabe)                                                                      |
| Akhamar                      | Theta Eridani             | Le bout de la rivière (arabe).                                                     |
| Akhénar                      | Alpha Eridani             | Fin de la rivière (arabe).                                                         |
| Akrab                        | Beta1 Scorpii             | Le Scorpion (arabe)                                                                |
| Akruks                       | Alpha Crucis              | La Croix                                                                           |
| Akubens                      | Alpha Cancri              | Les Pinces (du Crabe) (arabe).                                                     |
| Aladfar                      | Eta Lyrae                 | Les Serres (de l'Aigle) (arabe).                                                   |
| Alamak                       | Gamma Andromedae          | Le Lynx du désert ou Caracal (arabe).                                              |
| Al Anchat al Nahr            | Tau Eridani               |                                                                                    |
| Al Anf                       | Epsilon Pegasi            | Le nez (museau) de Pégase (arabe).                                                 |
| Al Anz                       | Epsilon Aurigae           | Le Bouc (arabe)                                                                    |
| Al'araf                      | Beta Virginis             | Le coin du Chien qui aboie (arabe).                                                |
| Alaraf                       | Beta Virginis             | Le coin du Chien qui aboie (arabe).                                                |
| Alaraph                      | Alpha Virginis            | Le coin du Chien qui aboie (arabe).                                                |
| Alaraph                      | Beta Virginis             | Le coin du Chien qui aboie (arabe).                                                |
| Alaraph                      | Epsilon Virginis          | Le coin du Chien qui aboie (arabe).                                                |
| Al Ashfar                    | Epsilon Leonis            |                                                                                    |
| Al Ashfar                    | Mu Leonis                 |                                                                                    |
| Al Athfar                    | Mu Lyrae                  | Les Talons de l'Aigle (arabe).                                                     |
| Alathfar                     | Mu Lyrae                  | Les Talons de l'Aigle (arabe).                                                     |
| Al Atik                      | Omicron Persei            | L'Épaule (de Persée) (arabe).                                                      |
| Al Baldah                    | Pi Sagittarii             | Petite Ville (arabe).                                                              |
| Albaldah                     | Pi Sagittarii             | Petite Ville (arabe).                                                              |
| Al Bali                      | Epsilon Aquarii           | L'Avaleur (arabe)                                                                  |
| Al'bali                      | Epsilon Aquarii           | L'Avaleur (arabe)                                                                  |
| Albali                       | Epsilon Aquarii           | L'Avaleur (arabe)                                                                  |
| Albiréo                      | Beta Cygni                | Résulte d'erreurs successives de copie et d'interprétation                         |
| Alcaïd                       | Eta Ursae Majoris         | Le Chef (arabe)                                                                    |
| Al Chiba                     | Alpha Corvi               | La Tente ou le Bec du Corbeau (arabe).                                             |
| Al'chiba                     | Alpha Corvi               | La Tente ou le Bec du Corbeau (arabe).                                             |
| Alchiba                      | Alpha Corvi               | La Tente ou le Bec du Corbeau (arabe).                                             |
| Alchita                      | Alpha Corvi               | La Tente ou le Bec du Corbeau (arabe).                                             |
| Al'cor                       | 80 Ursae Majoris          | Le Cavalier ou le Faible, le Vague (arabe).                                        |
| Alcor                        | 80 Ursae Majoris          | Le Cavalier ou le Faible, le Vague (arabe).                                        |
| Alcyone                      | Eta Tauri                 | L'une des Sept Sœurs Pléiades (mythologie grecque).                                |
| Al'danab                     | Gamma Gruis               | La Queue (de la Baleine) (arabe).                                                  |
| Al'débaran                   | Alpha Tauri               | Le Suiveur (des Pléiades) (arabe).                                                 |
| Aldébaran                    | Alpha Tauri               | Le Suiveur (des Pléiades) (arabe).                                                 |
| Aldéraïmin                   | Alpha Cephei              | Le Bras droit (de Céphée) (arabe).                                                 |
| Al'déramin                   | Alpha Cephei              | Le Bras droit (de Céphée) (arabe).                                                 |
| Aldéramin                    | Alpha Cephei              | Le Bras droit (de Céphée) (arabe).                                                 |
| Aldhafara                    | Zeta Leonis               | La Boucle de la crinière du Lion (arabe).                                          |
| Aldhaféra                    | Zeta Leonis               | La Boucle de la crinière du Lion (arabe).                                          |
| Al Dhanab                    | Gamma Gruis               | La Queue (de la Baleine) (arabe).                                                  |
| Al Dhiba                     | Iota Draconis             | Les Hyènes (arabe)                                                                 |
| Aldhibah                     | Zeta Draconis             | Les Hyènes (arabe)                                                                 |
| Al Dhibaïn Prior             | Eta Draconis              |                                                                                    |
| Al Dhiha                     | Iota Draconis             |                                                                                    |
| Aldib                        | Delta Draconis            |                                                                                    |
| Al'dzhabkhakh                | Mu Leonis                 |                                                                                    |
| Al'fakka                     | Alpha Coronae Borealis    |                                                                                    |
| Al'faret                     | Alpha Andromedae          |                                                                                    |
| Al'farg                      | Eta Piscium               |                                                                                    |
| Al'fard                      | Alpha Hydrae              |                                                                                    |
| Alfard                       | Alpha Hydrae              |                                                                                    |
| Alfecca Meridiana            | Alpha Coronae Austrinae   |                                                                                    |
| Al'fekka                     | Alpha Coronae Borealis    |                                                                                    |
| Alfekka Meridiana            | Alpha Coronae Austrinae   |                                                                                    |
| Al'férats                    | Alpha Andromedae          |                                                                                    |
| Al'firk                      | Beta Cephei               | Le Troupeau (arabe)                                                                |
| Alfirk                       | Beta Cephei               | Le Troupeau (arabe)                                                                |
| Alga                         | Theta Serpentis           |                                                                                    |
| Algébar                      | Beta Orionis              |                                                                                    |
| Algédi                       | Alpha Capricorni          | Le Garçon (arabe)                                                                  |
| Al'génib                     | Alpha Persei              | Le Flanc (arabe)                                                                   |
| Al'génib                     | Gamma Pegasi              | Le Flanc (arabe)                                                                   |
| Algénib                      | Alpha Persei              | Le Flanc (arabe)                                                                   |
| Algénib                      | Gamma Pegasi              | Le Flanc (arabe)                                                                   |
| Al'génubi                    | Epsilon Leonis            | Le Flanc (arabe)                                                                   |
| Algénubi                     | Epsilon Leonis            | Le Flanc (arabe)                                                                   |
| Al'giéba                     | Gamma Leonis              | Le Front du Lion (arabe)                                                           |
| Al'gejba                     | Gamma Leonis              | Le Front du Lion (arabe)                                                           |
| Al Giéba                     | Gamma Leonis              | Le Front du Lion (arabe)                                                           |
| Algiéba                      | Gamma Leonis              | Le Front du Lion (arabe)                                                           |
| Algiedi Prima                | Alpha1 Capricorni         |                                                                                    |
| Algiedi Secunda              | Alpha2 Capricorni         |                                                                                    |
| Al'gol'                      | Beta Persei               | La Tête de l'Ogre (arabe).                                                         |
| Algol                        | Beta Persei               | La Tête de l'Ogre (arabe).                                                         |
| Algol'                       | Beta Persei               | La Tête de l'Ogre (arabe).                                                         |
| Algomeyla                    | Beta Canis Minoris        |                                                                                    |
| Algomeysa                    | Alpha Canis Minoris       |                                                                                    |
| Al'gorab                     | Delta Corvi               | Le Corbeau (arabe)                                                                 |
| Algorab                      | Delta Corvi               | Le Corbeau (arabe)                                                                 |
| Algoras                      | Delta Corvi               | Le Corbeau (arabe)                                                                 |
| Algorel                      | Delta Corvi               | Le Corbeau (arabe)                                                                 |
| Algores                      | Delta Corvi               | Le Corbeau (arabe)                                                                 |
| Alhajoth                     | Alpha Aurigae             |                                                                                    |
| Al Hammam                    | Zeta Pegasi               |                                                                                    |
| Alhéna                       | Gamma Geminorum           |                                                                                    |
| Aliath                       | Epsilon Ursae Majoris     |                                                                                    |
| Alifa al Farkadain           | Zeta Ursae Minoris        |                                                                                    |
| Aliot                        | Epsilon Ursae Majoris     |                                                                                    |
| Alioth                       | Epsilon Ursae Majoris     |                                                                                    |
| Al Kab                       | Iota Aurigae              |                                                                                    |
| Al Kaff al Jidhmah           | Gamma Ceti                |                                                                                    |
| Al Kafzah al Thaniyah        | Lambda Ursae Majoris      |                                                                                    |
| Al Kafzah al Thaniyah        | Mu Ursae Majoris          |                                                                                    |
| Alkaïd                       | Eta Ursae Majoris         |                                                                                    |
| Al Kalb al Asad              | Alpha Leonis              |                                                                                    |
| Al Kalb al Raï               | Rho Cephei                |                                                                                    |
| Alkalurops                   | Mu1 Bootis                |                                                                                    |
| Al'kand                      | Eta Ursae Majoris         |                                                                                    |
| Alkaphrah                    | Chi Ursae Majoris         |                                                                                    |
| Al'kes                       | Alpha Crateris            |                                                                                    |
| Alkes                        | Alpha Crateris            |                                                                                    |
| Al'khajot                    | Alpha Aurigae             |                                                                                    |
| Al'khéka                     | Lambda Orionis            |                                                                                    |
| Al'khéna                     | Gamma Geminorum           |                                                                                    |
| Al Kirdah                    | Xi Cephei                 |                                                                                    |
| Alkurhah                     | Xi Cephei                 |                                                                                    |
| Almaach                      | Gamma Andromedae          | Le Lynx du désert ou Caracal (arabe).                                              |
| Almaak                       | Gamma Andromedae          | Le Lynx du désert ou Caracal (arabe).                                              |
| Almaaz                       | Epsilon Aurigae           |                                                                                    |
| Almach                       | Gamma Andromedae          | Le Lynx du désert ou Caracal (arabe).                                              |
| Al'mak                       | Gamma Andromedae          | Le Lynx du désert ou Caracal (arabe).                                              |
| Almak                        | Gamma Andromedae          | Le Lynx du désert ou Caracal (arabe).                                              |
| Al Mankib                    | Alpha Orionis             |                                                                                    |
| Al Minliar al Asad           | Kappa Leonis              |                                                                                    |
| Al Minliar al Ghurab         | Alpha Corvi               |                                                                                    |
| Al Minliar al Shuja          | Sigma Hydrae              |                                                                                    |
| Al Mizar                     | Beta Andromedae           |                                                                                    |
| Almucédie                    | Epsilon Virginis          |                                                                                    |
| Almurédin                    | Epsilon Virginis          |                                                                                    |
| Al Na'ir                     | Alpha Gruis               |                                                                                    |
| Al Naïr                      | Alpha Gruis               |                                                                                    |
| Al'naïr                      | Alpha Gruis               |                                                                                    |
| Alnaïr                       | Alpha Gruis               |                                                                                    |
| Al Nasl                      | Gamma Sagittarii          | La pointe de la Flèche de l'Archer (arabe).                                        |
| Alnasl                       | Gamma Sagittarii          | La pointe de la Flèche de l'Archer (arabe).                                        |
| Alnasl                       | W Sagittarii              | La pointe de la Flèche de l'Archer (arabe).                                        |
| Alnath                       | Beta Tauri                |                                                                                    |
| Alnihan                      | Epsilon Orionis           |                                                                                    |
| Alnilam                      | Epsilon Orionis           |                                                                                    |
| Alnitam                      | Epsilon Orionis           |                                                                                    |
| Alnitah                      | Zeta Orionis              | Le Baudrier (d'Orion) (arabe).                                                     |
| Al'nitak                     | Zeta Orionis              | Le Baudrier (d'Orion) (arabe).                                                     |
| Alnitak                      | Zeta Orionis              | Le Baudrier (d'Orion) (arabe).                                                     |
| Al Niyat                     | Sigma Scorpii             |                                                                                    |
| Al Niyat                     | Tau Scorpii               |                                                                                    |
| Alniyat                      | Sigma Scorpii             |                                                                                    |
| Alniyat                      | Tau Scorpii               |                                                                                    |
| Alphakka                     | Alpha Coronae Borealis    | L'Étoile brillante de l'Anneau (d'étoiles) (arabe).                                |
| Alphard                      | Alpha Hydrae              |                                                                                    |
| Alphart                      | Alpha Hydrae              |                                                                                    |
| Alphecca                     | Alpha Coronae Borealis    | L'Étoile brillante de l'Anneau (d'étoiles) cassé (arabe).                          |
| Alphekka                     | Alpha Coronae Borealis    | L'Étoile brillante de l'Anneau (d'étoiles) cassé (arabe).                          |
| Alphérat                     | Alpha Andromedae          |                                                                                    |
| Alphératz                    | Alpha Andromedae          |                                                                                    |
| Alphirk                      | Beta Cephei               |                                                                                    |
| Al'raï                       | Gamma Cephei              |                                                                                    |
| Alraï                        | Gamma Cephei              |                                                                                    |
| Al Rakis                     | Mu Draconis               | Le Danseur (arabe)                                                                 |
| Al Ras al Asad al Janubiyyah | Epsilon Leonis            |                                                                                    |
| Alrescha                     | Alpha Piscium             |                                                                                    |
| Al Risha                     | Alpha Piscium             |                                                                                    |
| Alrischa                     | Alpha Piscium             |                                                                                    |
| Al'risha                     | Alpha Piscium             |                                                                                    |
| Alrisha                      | Alpha Piscium             |                                                                                    |
| Alruccaba                    | Alpha Ursae Minoris       |                                                                                    |
| Alruccabah                   | Alpha Ursae Minoris       |                                                                                    |
| Al'rukaba                    | Alpha Ursae Minoris       |                                                                                    |
| Al Rukbah al Dajajah         | Omega2 Cygni              |                                                                                    |
| Al'sabik                     | Eta Ophiuchi              |                                                                                    |
| Alsafi                       | Sigma Draconis            |                                                                                    |
| Alsahm                       | Alpha Sagittae            |                                                                                    |
| Al Salam al Nakah            | Beta Cassiopeiae          |                                                                                    |
| Alschaïrn                    | Beta Aquilae              |                                                                                    |
| Alshaïn                      | Beta Aquilae              |                                                                                    |
| Alsciaukat                   | 31 Lyncis                 |                                                                                    |
| Alshaïn                      | Beta Aquilae              |                                                                                    |
| Al Sharataïn                 | Beta Arietis              |                                                                                    |
| Alshat                       | Nu Capricorni             |                                                                                    |
| Alshémali                    | Mu Leonis                 |                                                                                    |
| Alsuhail                     | Lambda Velorum            |                                                                                    |
| Al Suhail al Muhlif          | Gamma2 Velorum            |                                                                                    |
| Al Suhail al Wazn            | Lambda Velorum            |                                                                                    |
| Al' Sukhal                   | Lambda Velorum            |                                                                                    |
| Al Tarf                      | Beta Cancri               |                                                                                    |
| Altarf                       | Beta Cancri               |                                                                                    |
| Al'taïr                      | Alpha Aquilae             | L'Aigle en vol (arabe).                                                            |
| Altaïr                       | Alpha Aquilae             | L'Aigle en vol (arabe).                                                            |
| Al'taïs                      | Delta Draconis            |                                                                                    |
| Altaïs                       | Delta Draconis            |                                                                                    |
| Al Tarf                      | Beta Cancri               |                                                                                    |
| Alterf                       | Lambda Leonis             |                                                                                    |
| Al'tsiona                    | Eta Tauri                 |                                                                                    |
| Al'tsione                    | Eta Tauri                 |                                                                                    |
| Aludra                       | Eta Canis Majoris         |                                                                                    |
| Alula Australe               | Xi Ursae Majoris          |                                                                                    |
| Alula Australis              | Xi Ursae Majoris          |                                                                                    |
| Alula Boreale                | Nu Ursae Majoris          |                                                                                    |
| Alula Borealis               | Nu Ursae Majoris          |                                                                                    |
| Alwaïd                       | Beta Draconis             |                                                                                    |
| Alwazl                       | Gamma Sagittarii          |                                                                                    |
| Alwazl                       | W Sagittarii              |                                                                                    |
| Alwazn                       | Delta Canis Majoris       |                                                                                    |
| Al Wazor                     | Delta Canis Majoris       |                                                                                    |
| Alya                         | Theta Serpentis           |                                                                                    |
| Alzirr                       | Xi Geminorum              |                                                                                    |
| Ancha                        | Theta Aquarii             |                                                                                    |
| Anchat                       | Tau Eridani               |                                                                                    |
| Angetenar                    |                           |                                                                                    |
| Ankaa                        | Alpha Phoenicis           |                                                                                    |
| Anser                        | Alpha Vulpeculae          |                                                                                    |
| Antarès                      | Alpha Scorpii             | Du grec ancien Ἀντάρης, qui est (rouge) comme Arès (Mars).                         |
| Antécanis                    | Alpha Canis Minoris       |                                                                                    |
| Anwar al Farkadaïn           | Eta Ursae Minoris         |                                                                                    |
| Arcturus                     | Alpha Bootis              |                                                                                    |
| Arich                        | Gamma Virginis            |                                                                                    |
| Arided                       | Alpha Cygni               |                                                                                    |
| Aridif                       | Alpha Cygni               |                                                                                    |
| Arietis                      | Alpha Arietis             |                                                                                    |
| Arkab                        | Beta1 Sagittarii          |                                                                                    |
| Arkab                        | Beta2 Sagittarii          |                                                                                    |
| Arkab Posterior              | Beta2 Sagittarii          |                                                                                    |
| Arkab Prior                  | Beta1 Sagittarii          |                                                                                    |
| Arktur                       | Alpha Bootis              |                                                                                    |
| Arm                          | Eta Capricorni            |                                                                                    |
| Arneb                        | Alpha Leporis             | Le Lièvre (arabe)                                                                  |
| Arraï                        | Gamma Cephei              |                                                                                    |
| Arrakis                      | Mu Draconis               |                                                                                    |
| Arrioph                      | Alpha Cygni               |                                                                                    |
| Ascella                      | Zeta Sagittarii           |                                                                                    |
| Aschere                      | Alpha Canis Majoris       |                                                                                    |
| Aschéré                      | Alpha Canis Majoris       |                                                                                    |
| Asellus Australis            | Delta Cancri              |                                                                                    |
| Asellus Borealis             | Gamma Cancri              |                                                                                    |
| Asellus Primus               | Theta Bootis              |                                                                                    |
| Asellus Secundus             | Iota Bootis               |                                                                                    |
| Asellus Tertius              | Kappa2 Bootis             |                                                                                    |
| Asgard                       | Kappa2 Sagittarii         |                                                                                    |
| Ashtaroth                    | Alpha Coronae Borealis    |                                                                                    |
| Askéla                       | Zeta Sagittarii           |                                                                                    |
| Asmidiske                    | Xi Puppis                 |                                                                                    |
| Aspidiske                    | Iota Carinae              |                                                                                    |
| Astérion                     | Beta Canum Venaticorum    |                                                                                    |
| Asteropa                     | 21 Tauri                  | L'une des Sept Sœurs Pléiades                                                      |
| Astérope                     | 21 Tauri                  | L'une des Sept Sœurs Pléiades                                                      |
| Astsella                     | Zeta Sagittarii           |                                                                                    |
| Asuia                        | Beta Draconis             |                                                                                    |
| Ataïr                        | Alpha Aquilae             |                                                                                    |
| Athafi                       | Sigma Draconis            |                                                                                    |
| Ati                          | Omicron Persei            |                                                                                    |
| Atik                         | Omicron Persei            |                                                                                    |
| Atik                         | Zeta Persei               |                                                                                    |
| Atiks                        | Omicron Persei            |                                                                                    |
| Atlas                        | 27 Tauri                  | Titan de la mythologie grecque, père des sept Pléiades                             |
| Atria                        | Alpha Trianguli           |                                                                                    |
| Atria                        | Alpha Trianguli Australis |                                                                                    |
| Auva                         | Delta Virginis            |                                                                                    |
| Avior                        | Epsilon Carinae           |                                                                                    |
| Azelfafage                   | Pi1 Cygni                 | Soit la Tortue, la trace du Cheval ou la queue de la Poule (arabe)                 |
| Azha                         | Eta Eridani               | Originellement, le nid (de l'Autruche), terme corrompu par erreur de copie (arabe) |
| Azimech                      | Alpha Virginis            |                                                                                    |
| Azmidiske                    | Xi Puppis                 | La graphie "Azmidi" est recommandée par l'UAI                                      |

## B
| Nom propre        | Désignation       | Signification |
| ----------------- | ----------------- | --- |
| Baekdu            | 8 Ursae Minoris   | Nom de la plus haute montagne de la péninsule coréenne, choix de la Corée                                                                              |
| Baham             | Theta Pegasi      | |
| Bakham            | Theta Pegasi      | |
| étoile de Barnard | V2500 Ophiuchi    | Nom de son découvreur, l'américain E.E. Barnard qui a mesuré son grand mouvement propre                                                                |
| Baten Kaitos      | Zeta Ceti         | |
| Baten Kajtos      | Zeta Ceti         | |
| Bécrux            | Beta Crucis       | |
| Beemin            | Upsilon2 Eridani  | |
| Beïd              | Omicron1 Eridani  | Les Œufs (arabe) |
| Békruks           | Beta Crucis       | |
| Belel             | HD 181342 (en)    | Une rare source d'eau dans le Nord du pays, choix du Sénégal                                                                                           |
| Bélénos           | HD 8574 (en)      | Nom du dieu gaulois de la Lumière, du Soleil et de la Santé, choix de la France                                                                        |
| Bellatriks        | Gamma Orionis     | Guerrière (latin), nom attribué au XVe siècle |
| Bellatrix         | Gamma Orionis     | Guerrière (latin), nom attribué au XVe siècle |
| Benetnasch        | Eta Ursae Majoris | |
| Benetnash         | Eta Ursae Majoris | |
| Berehynia         | HAT-P-15 (en)     | Divinité des eaux et des rivières dans les religions de l'Ukraine préchrétienne devenue déesse du foyer et protectrice de la terre, choix de l'Ukraine |
| Bételgeuse        | Alpha Orionis     | Erreur de translittération, à l'origine la main d'al-jawzāʾ                                                                                            |
| Bibhā             | HD 86081 (en)     | Rayon de lumière éclatante en langue sanscrite, choix de l'Inde                                                                                        |
| Biham             | Theta Pegasi      | |
| Bosona            | HD 206610         | Nom du territoire au Xe siècle, choix de la Bosnie-Herzégovine                                                                                         |
| Boteïn            | Delta Arietis     | |
| Botejn            | Delta Arietis     | |
| Brachium          | Sigma Librae      | |
| Bubup             | HD 38283 (en)     | Garçon dans une langue aborigène australienne, choix de l'Australie                                                                                    |
| Buna              | HD 16175          | Mot utilisé pour le café, choix de l'Éthiopie |

## C
| Nom propre       | Désignation               | Signification |
| ---------------- | ------------------------- | --- |
| Caïam            | Omega Herculis            | |
| Cajam            | Omega Herculis            | |
| Calx             | Mu Geminorum              | |
| Canicula         | Alpha Canis Majoris       | Petit Chien |
| Canopus          | Alpha Carinae             | Du grec ancien Κάνωβος, un pilote de navire mythologique                                                                    |
| Capella          | Alpha Aurigae             | Diminutif de capra, chèvre en latin                                                                                         |
| Caph             | Beta Cassiopeiae          | La Paume (de la main) (arabe)                                                                                               |
| Caput Trianguli  | Alpha Trianguli Australis | La tête du Triangle (latin)                                                                                                 |
| Castor           | Alpha Geminorum           | Un des deux Dioscures dans la mythologie grecque                                                                            |
| étoile de Cayrel | BPS CS 31082-0001         | Découverte au Chili par Roger Cayrel et ses collaborateurs                                                                  |
| Cébalraï         | Beta Ophiuchi             | |
| Céginus          | Gamma Bootis              | |
| Céginus          | Phi Bootis                | |
| Ceibo*           | HD 63454 (en)             | Nom uruguayen de Erythrina crista-galli, la fleur nationale du pays, choix de l'Uruguay                                     |
| Celaeno          | 16 Tauri                  | L'une des Sept Sœurs des Pléiades                                                                                           |
| Célaéno          | 16 Tauri                  | L'une des Sept Sœurs des Pléiades                                                                                           |
| Celb-al-Raï      | Beta Ophiuchi             | |
| Céléno           | 16 Tauri                  | |
| Celieno          | 16 Tauri                  | |
| Célieno          | 16 Tauri                  | |
| Céline           | 16 Tauri                  | |
| Cervantes        | Mu Arae                   | Nom de l'auteur de Don Quichotte, choix de l'Espagne                                                                        |
| Cexing           | Kappa Cassiopeiae         | |
| Chalawan         | 47 Ursae Majoris          | Roi Crocodile légendaire du folklore thaïlandais, choix de la Thaïlande                                                     |
| Chaophraya       | WASP-50                   | Nom (langue thaïe, แม่น้ำเจ้าพระยา) d'un fleuve, choix de la Thaïlande                                                         |
| Chaph            | Beta Cassiopeiae          | |
| Chara            | Alpha1 Canum Venaticorum  | |
| Chara            | Beta Canum Venaticorum    | |
| Chason           | HAT-P-5                   | Ancien nom du Soleil, choix de la Slovaquie                                                                                 |
| Chechia          | HD 192699                 | Couvre-chef traditionnel, hoix de la Tunisie                                                                                |
| Cheleb           | Beta Ophiuchi             | |
| Chertan          | Theta Leonis              | |
| Chort            | Theta Leonis              | |
| Citadelle        | HD 1502 (en)              | D'après la Citadelle Laferrière, un fort au sommet d'une montagne et site du patrimoine mondial de l'UNESCO, choix de Haïti |
| Citalá           | HD 52265 (en)             | Rivière d'étoiles en langue náhuat au Salvador, choix du Salvador                                                           |
| Clava            | Mu1 Bootis                | |
| Cocibolca        | HD 4208 (en)              | Nom du lac Nicaragua, choix du Nicaragua                                                                                    |
| Cor Caroli       | Alpha2 Canum Venaticorum  | D'après Charles Ier d'Angleterre, par Charles Scarborough                                                                   |
| Cor Hydrae       | Alpha Hydrae              | |
| Cor Leonis       | Alpha Leonis              | |
| Cornu            | Sigma Librae              | |
| Cor Serpentis    | Alpha Serpentis           | |
| Cor Scorpii      | Alpha Scorpii             | |
| Cor Tauri        | Alpha Tauri               | |
| Coxa             | Theta Leonis              | |
| Cujam            | Omega Herculis            | |
| Cursa            | Beta Eridani              | La Chaise (arabe) |
| Cymbae           | Alpha Phoenicis           | |
| Cygnus X-1       | HDE 226868                | |
| Cynosura         | Alpha Ursae Minoris       | |

## D
| Nom propre                | Désignation           | Signification                                                                      |
| ------------------------- | --------------------- | ---------------------------------------------------------------------------------- |
| Dabih                     | Beta Capricorni       |                                                                                    |
| Dabikh                    | Beta Capricorni       |                                                                                    |
| Dana                      | Alpha Virginis        |                                                                                    |
| Déneb                     | Alpha Cygni           | Queue de la Poule en arabe (devenue le Cygne).                                     |
| Déneb                     | Epsilon Aquilae       | Queue de la Poule en arabe (devenue le Cygne).                                     |
| Déneb                     | Eta Ceti              | Queue de la Poule en arabe (devenue le Cygne).                                     |
| Déneb                     | Zeta Aquilae          | Queue de la Poule en arabe (devenue le Cygne).                                     |
| Deneb Aleet               | Beta Leonis           |                                                                                    |
| Deneb Al'gedi             | Alpha2 Capricorni     | Queue de la Chèvre                                                                 |
| Deneb Al'gedi             | Delta Capricorni      | Queue de la Chèvre                                                                 |
| Deneb Algedi              | Delta Capricorni      |                                                                                    |
| Deneb Algenubi            | Eta Ceti              |                                                                                    |
| Deneb Algiedi             | Delta Capricorni      |                                                                                    |
| Deneb al Okab Australis   | Zeta Aquilae          |                                                                                    |
| Deneb al Okab Borealis    | Epsilon Aquilae       |                                                                                    |
| Deneb al' Shemali         | Iota Ceti             |                                                                                    |
| Deneb Cygni               | Alpha Cygni           |                                                                                    |
| Deneb Dulfim              | Epsilon Delphini      |                                                                                    |
| Deneb ehl' Del'fini       | Epsilon Delphini      |                                                                                    |
| Deneb el Adige            | Alpha Cygni           |                                                                                    |
| Deneb el Delphinus        | Epsilon Delphini      |                                                                                    |
| Deneb el Okab             | Epsilon Aquilae       |                                                                                    |
| Deneb el Okab             | Zeta Aquilae          |                                                                                    |
| Deneb Kaitos              | Beta Ceti             |                                                                                    |
| Deneb Kaitos Schemali     | Iota Ceti             |                                                                                    |
| Deneb Kaitos Al Shamaliyy | Iota Ceti             |                                                                                    |
| Deneb Kajtos              | Beta Ceti             |                                                                                    |
| Deneb Okab                | Delta Aquilae         |                                                                                    |
| Deneb Okab                | Xi Aquilae            |                                                                                    |
| Dénébola                  | Beta Leonis           | La Queue du Lion (arabe).                                                          |
| Dhalim                    | Beta Eridani          |                                                                                    |
| Dheneb                    | Eta Ceti              |                                                                                    |
| Diadème                   | Alpha Comae Berenices |                                                                                    |
| Difda                     | Beta Ceti             |                                                                                    |
| Difda al Auwel            | Alpha Piscis Austrini |                                                                                    |
| Difda al Thani            | Beta Ceti             |                                                                                    |
| Dikhabda                  | Beta Capricorni       |                                                                                    |
| Dingolay                  | HD 96063              | Danser, tourner et tournoyer en langue traditionnelle, choix de Trinidad et Tobago |
| Diphda                    | Beta Ceti             | La Deuxième Grenouille (arabe)                                                     |
| Dirakh                    | Mu Geminorum          |                                                                                    |
| Dìwö                      | WASP-17               | Le Soleil en langue bribri, choix du Costa Rica                                    |
| Diya                      | WASP-72 (en)          | Lampe utilisée pour des occasions spéciales, choix de l'île Maurice                |
| Dofida                    | HD 117618 (en)        | "Notre étoile" en langue niha, choix de l'Indonésie                                |
| Dombay                    | HAT-P-3               | Nom d'une région du Nord du Caucase, choix de la Russie                            |
| Dschubba                  |                       |                                                                                    |
| Dschubba                  | Delta Scorpii         |                                                                                    |
| Dsiban                    | Psi Draconis          |                                                                                    |
| Dubb                      | Alpha Ursae Majoris   |                                                                                    |
| Dubé                      | Alpha Ursae Majoris   |                                                                                    |
| Dubhé                     | Alpha Ursae Majoris   |                                                                                    |
| Dubkhé                    | Alpha Ursae Majoris   |                                                                                    |
| Duhr                      | Delta Leonis          |                                                                                    |
| Dzhanakh                  | Gamma Corvi           |                                                                                    |
| Dzhubba                   | Delta Scorpii         |                                                                                    |
| Dziban                    | Psi1 Draconis A       | De l'arabe arabe : الذئبانِ (aḏ-ḏiʾbān), les Deux Loups (ou Chacals)                |

## E
| Nom propre                      | Désignation                                                                              | Signification                                                                 |
| ------------------------------- | ---------------------------------------------------------------------------------------- | ----------------------------------------------------------------------------- |
| Ed Asich                        | Iota Draconis                                                                            |                                                                               |
| Edasich                         | Iota Draconis                                                                            |                                                                               |
| Ehlekctra                       | 17 Tauri                                                                                 |                                                                               |
| Ehl'gomajza                     | Alpha Canis Minoris                                                                      |                                                                               |
| Ehl'nat                         | Beta Tauri                                                                               |                                                                               |
| Ehl'natkh                       | Beta Tauri                                                                               |                                                                               |
| Ehlyakrab                       | Beta1 Scorpii                                                                            |                                                                               |
| Ehrakis                         | Mu Cephei                                                                                |                                                                               |
| Ehtamin                         | Gamma Draconis                                                                           |                                                                               |
| Elacrab                         | Beta1 Scorpii                                                                            |                                                                               |
| Eldsib                          | Zeta Draconis                                                                            |                                                                               |
| Eldsich                         | Iota Draconis                                                                            |                                                                               |
| Electra                         | 17 Tauri                                                                                 | L'une des Sept Sœurs des Pléiades (mythologie grecque)                        |
| Électre                         | 17 Tauri                                                                                 | L'une des Sept Sœurs des Pléiades (mythologie grecque)                        |
| Elgébar                         | Beta Orionis                                                                             |                                                                               |
| El Ghoul                        | Beta Persei                                                                              |                                                                               |
| Elgomaïsa                       | Alpha Canis Minoris                                                                      |                                                                               |
| Elkeïd                          | Eta Ursae Majoris                                                                        |                                                                               |
| El khereb                       | Tau Pegasi                                                                               |                                                                               |
| Elkhiffa Australis              | Alpha Librae                                                                             |                                                                               |
| El Koprah                       | Chi Ursae Majoris                                                                        |                                                                               |
| El Mara el Musalsela            | 38 Bootis                                                                                |                                                                               |
| El Mélik                        | Alpha Aquarii                                                                            |                                                                               |
| Elmuthalleth                    | Alpha Trianguli                                                                          |                                                                               |
| El Nasl                         | Gamma Sagittarii                                                                         |                                                                               |
| El Nath                         | Alpha Arietis                                                                            | Les cornes du Taureau (arabe)                                                 |
| El Nath                         | Beta Tauri                                                                               | Les cornes du Taureau (arabe)                                                 |
| Elnath                          | Beta Tauri                                                                               | Les cornes du Taureau (arabe)                                                 |
| El Rakis                        | Mu Draconis                                                                              |                                                                               |
| El Rischa                       | Alpha Piscium                                                                            |                                                                               |
| Eltanin                         | Gamma Draconis                                                                           | Le Grand Serpent (arabe)                                                      |
| Enf                             | Epsilon Pegasi                                                                           |                                                                               |
| Énif                            | Epsilon Pegasi                                                                           |                                                                               |
| Énir                            | Epsilon Pegasi                                                                           |                                                                               |
| Épi                             | Alpha Virginis                                                                           |                                                                               |
| Érakis                          | Mu Cephei                                                                                |                                                                               |
| Er Raï                          | Gamma Cephei                                                                             | Adopté sous la forme Errai, lors de la campagne de nommage NameExoWorlds 2015 |
| Erraï                           | Gamma Cephei                                                                             | Adopté sous la forme Errai, lors de la campagne de nommage NameExoWorlds 2015 |
| Errakis                         | Mu Draconis                                                                              |                                                                               |
| Étamin                          | Gamma Draconis                                                                           |                                                                               |
| Étanin                          | Gamma Draconis                                                                           |                                                                               |
| Étoile de Barnard               | V2500 Ophiuchi                                                                           |                                                                               |
| Étoile de Cayrel                | BPS CS 31082-0001                                                                        |                                                                               |
| Étoile de Kapteyn               | CD−45 1841                                                                               |                                                                               |
| Étoile de Krzeminski            | Cen X-3                                                                                  |                                                                               |
| Étoile de Luyten                | BD+05 1668                                                                               |                                                                               |
| Étoile de Plaskett              | HR 2422                                                                                  |                                                                               |
| Étoile de Schweizer-Middleditch | (pas d’autre nom) située dans la ligne de visée, mais en arrière-plan de SNR G327.6+14.6 |                                                                               |
| Étoile de Teegarden             | SO025300.5+165258                                                                        |                                                                               |
| Étoile de van Maanen            | Gliese 35                                                                                |                                                                               |
| Ettanin                         | Gamma Draconis                                                                           |                                                                               |

## F
| Nom propre     | Désignation           | Signification |
| -------------- | --------------------- | ------------- |
| Fakt           | Alpha Columbae        |               |
| Falx Italica   | 38 Bootis             |               |
| Fekda          | Gamma Ursae Majoris   |               |
| Ferkad         | Gamma Ursae Majoris   |               |
| Fidis          | Alpha Lyrae           |               |
| Fom            | Epsilon Pegasi        |               |
| Fomal'gaut     | Alpha Piscis Austrini |               |
| Fomalhaut      | Alpha Piscis Austrini |               |
| Fomal'khaut    | Alpha Piscis Austrini |               |
| Foramen        | Eta Carinae           |               |
| Fomalhaut      | Alpha Piscis Austrini |               |
| Fum al Samakah | Beta Piscium          |               |
| Furud          | Zeta Canis Majoris    |               |

## G
| Nom propre            | Désignation            | Signification |
| --------------------- | ---------------------- | ------------- |
| Gacruks               | Gamma Crucis           |               |
| Gacrux                | Gamma Crucis           |               |
| Gainsar               | Lambda Draconis        |               |
| Gallina               | Alpha Cygni            |               |
| Gamal'                | Alpha Arietis          |               |
| Gemma                 | Alpha Coronae Borealis |               |
| Genam                 | Xi Draconis            |               |
| Gianfar               | Lambda Draconis        |               |
| Giansar               | Lambda Draconis        |               |
| Giausar               | Lambda Draconis        |               |
| Giauzar               | Lambda Draconis        |               |
| Giena                 | Gamma Corvi            |               |
| Gienah                | Gamma Corvi            |               |
| Gienah                | Epsilon Cygni          |               |
| Giénah                | Epsilon Cygni          |               |
| Gienah Corvi          | Gamma Corvi            |               |
| Gienah Cygni          | Epsilon Cygni          |               |
| Gienah Ghurab         | Gamma Corvi            |               |
| Gienakh               | Epsilon Cygni          |               |
| Gildun                | Delta Ursae Minoris    |               |
| Girtab                | Theta Scorpii          |               |
| Gnedi                 | Alpha2 Capricorni      |               |
| Gnosia                | Alpha Coronae Borealis |               |
| Gnosia Stella Coronae | Alpha Coronae Borealis |               |
| Gomeïsa               | Beta Canis Minoris     |               |
| Gomejsa               | Beta Canis Minoris     |               |
| Gomejza               | Beta Canis Minoris     |               |
| Gomelza               | Beta Canis Minoris     |               |
| Gorgona               | Beta Persei            |               |
| Gorgonea Quarta       | Omega Persei           |               |
| Gorgonea Prima        | Beta Persei            |               |
| Gorgonea Secunda      | Pi Persei              |               |
| Gorgonea Tertia       | Rho Persei             |               |
| Graffias              | Beta Scorpii           |               |
| Graffias              | Xi Scorpii             |               |
| Grafias               | Beta1 Scorpii          |               |
| Grafias               | Xi Scorpii             |               |
| Grafias               | Zeta2 Scorpii          |               |
| Granatovaya           | Mu Cephei              |               |
| Grassias              | Beta1 Scorpii          |               |
| Gredi                 | Alpha2 Capricorni      |               |
| Grenat                | Mu Cephei              |               |
| Grumium               | Xi Draconis            |               |

## H
| Nom propre    | Désignation    |
| ------------- | -------------- |
| Hadar         | Beta Centauri  |
| Haedi         | Zeta Aurigae   |
| Haedus        | Zeta Aurigae   |
| Haedus I      | Zeta Aurigae   |
| Haedus II     | Eta Aurigae    |
| Hamal         | Alpha Arietis  |
| Hamul         | Alpha Arietis  |
| Haris         | Gamma Bootis   |
| Haris-el-sema | Alpha Bootis   |
| Hassaleh      | Iota Aurigae   |
| Hatysa        | Iota Orionis   |
| Heka          | Lambda Orionis |
| Hemal         | Alpha Arietis  |
| Hercule       | Beta Herculis  |
| Heze          | Zeta Virginis  |
| Hoedus I      | Zeta Aurigae   |
| Hoedus II     | Eta Aurigae    |
| Homam         | Zeta Pegasi    |
| Homan         | Zeta Pegasi    |
| Humam         | Zeta Pegasi    |
| Hyadum I      | Gamma Tauri    |
| Hyadum II     | Delta1 Tauri   |
| Hydor         | Lambda Aquarii |

## I
| Nom propre | Désignation         |
| ---------- | ------------------- |
| Icalurus   | Mu1 Bootis          |
| Iclarkrau  | Delta Scorpii       |
| Inkalunis  | Mu1 Bootis          |
| Isida      | Mu Canis Majoris    |
| Isis       | Gamma Canis Majoris |
| Izar       | Epsilon Bootis      |

## J
| Nom propre    | Désignation         | Signification |
| ------------- | ------------------- | ------------- |
| Jabbah        | Nu Scorpii          |               |
| Jed           | Delta Ophiuchi      |               |
| Jed Posterior | Epsilon Ophiuchi    |               |
| Jed Prior     | Delta Ophiuchi      |               |
| Jildun        | Delta Ursae Minoris |               |
| Juza          | Lambda Draconis     |               |

## K
| Nom propre                   | Désignation              | Signification |
| ---------------------------- | ------------------------ | ------------- |
| Kabalraï                     | Beta Ophiuchi            |               |
| Kabeleced                    | Alpha Leonis             |               |
| Kaf                          | Beta Cassiopeiae         |               |
| Kaff                         | Beta Cassiopeiae         |               |
| Kaffa                        | Alpha Ursae Majoris      |               |
| Kaffa                        | Delta Ursae Majoris      |               |
| Kaffalidma                   | Gamma Ceti               |               |
| Kaffaljidhma                 | Gamma Ceti               |               |
| Kaitain                      | Alpha Piscium            |               |
| Kajam                        | Omega Herculis           |               |
| Kakkab                       | Alpha Lupi               |               |
| Kalb                         | Alpha Leonis             |               |
| Kal'b                        | Alpha Leonis             |               |
| Kalb al Akrab                | Alpha Scorpii            |               |
| Kalbelaphard                 | Alpha Hydrae             |               |
| Kantajn                      | Alpha Piscium            |               |
| Kanopus                      | Alpha Carinae            |               |
| Kapella                      | Alpha Aurigae            |               |
| Étoile de Kapteyn            | CD−45 1841               |               |
| Kastor                       | Alpha Geminorum          |               |
| Kastra                       | Epsilon Capricorni       |               |
| Kaus Australis               | Epsilon Sagittarii       |               |
| Kaus Borealis                | Lambda Sagittarii        |               |
| Kaus Media                   | Delta Sagittarii         |               |
| Kaus Medius                  | Delta Sagittarii         |               |
| Kaus Meridianalis            | Delta Sagittarii         |               |
| Kaus Meridionalis            | Delta Sagittarii         |               |
| Keïd                         | Omicron2 Eridani         |               |
| Kelb Alraï                   | Beta Ophiuchi            |               |
| Kerb                         | Tau Pegasi               |               |
| Khadar                       | Beta Centauri            |               |
| Khamal'                      | Alpha Arietis            |               |
| Khan                         | Zeta Ophiuchi            |               |
| Khara                        | Alpha1 Canum Venaticorum |               |
| Kheka                        | Lambda Orionis           |               |
| Kheze                        | Zeta Virginis            |               |
| Khomam                       | Zeta Pegasi              |               |
| Khort                        | Theta Leonis             |               |
| Kied                         | Omicron2 Eridani         |               |
| Kiffa Australis              | Alpha Librae             |               |
| Kiffa Borealis               | Beta Librae              |               |
| Kinosura                     | Alpha Ursae Minoris      |               |
| Kital'fa                     | Alpha Equulei            |               |
| Kital'fia                    | Alpha Equulei            |               |
| Kitalpha                     | Alpha Equulei            |               |
| Kitalphar                    | Alpha Equulei            |               |
| Kitel Phard                  | Alpha Equulei            |               |
| Kkhambaliya[réf. nécessaire] | Lambda Virginis          |               |
| Kocab                        | Beta Ursae Minoris       |               |
| Kochab                       | Beta Ursae Minoris       |               |
| Kochah                       | Beta Ursae Minoris       |               |
| Kokhab                       | Beta Ursae Minoris       |               |
| Kor Karoli                   | Alpha1 Canum Venaticorum |               |
| Korneferos                   | Beta Herculis            |               |
| Kornephoros                  | Beta Herculis            |               |
| Krats                        | Beta Corvi               |               |
| Kraz                         | Beta Corvi               |               |
| Étoile de Krzeminski         | Cen X-3                  |               |
| Ksora                        | Delta Cassiopeiae        |               |
| Kullat Nunu                  | Eta Piscium              |               |
| Kuma                         | Nu Draconis              |               |
| Kurhah                       | Xi Cephei                |               |
| Kursa                        | Beta Eridani             |               |

## L
| Nom propre       | Désignation         | Signification |
| ---------------- | ------------------- | ------------- |
| Labr             | Delta Crateris      |               |
| La Superba       | Y Canum Venaticorum |               |
| Lesath           | Nu Scorpii          |               |
| Lesath           | Upsilon Scorpii     |               |
| Lesuth           | Upsilon Scorpii     |               |
| Lezakh           | Upsilon Scorpii     |               |
| Lezat            | Upsilon Scorpii     |               |
| Lucida Cymbae    | Alpha Phoenicis     |               |
| Étoile de Luyten | BD+05 1668          |               |

## M
| Nom propre   | Désignation               |
| ------------ | ------------------------- |
| Maasym       | Lambda Herculis           |
| Mabsuthat    | 31 Lyncis                 |
| Maïa         | 20 Tauri                  |
| Majya        | 20 Tauri                  |
| Manubrij     | Omicron Sagittarii        |
| Marchab      | Alpha Pegasi              |
| Marfak       | Alpha Persei              |
| Marfak       | Kappa Herculis            |
| Marfak       | Mu Cassiopeiae            |
| Marfak       | Theta Cassiopeiae         |
| Marfic       | Lambda Ophiuchi           |
| Marfik       | Alpha Persei              |
| Marfik       | Kappa Herculis            |
| Marfik       | Lambda Ophiuchi           |
| Marj         | Gamma Cassiopeiae         |
| Markab       | Alpha Pegasi              |
| Markab       | k1 Puppis                 |
| Markab       | Tau Pegasi                |
| Markeb       | Kappa Puppis              |
| Markeb       | Kappa Velorum             |
| Marrha       | 38 Bootis                 |
| Marsik       | Kappa Herculis            |
| Marsik       | Lambda Ophiuchi           |
| Masym        | Lambda Herculis           |
| Matar        | Eta Pegasi                |
| Meboula      | Epsilon Geminorum         |
| Mebsuta      | Epsilon Geminorum         |
| Media        | Delta Sagittarii          |
| Megrets      | Delta Ursae Majoris       |
| Megrez       | Delta Ursae Majoris       |
| Meïssa       | Lambda Orionis            |
| Mejssa       | Lambda Orionis            |
| Mekbuda      | Zeta Geminorum            |
| Melucta      | Epsilon Geminorum         |
| Men          | Alpha Lupi                |
| Menchib      | Zeta Persei               |
| Menka        | Alpha Ceti                |
| Menkab       | Alpha Ceti                |
| Menkalina    | Beta Aurigae              |
| Menkalinan   | Beta Aurigae              |
| Menkar       | Alpha Ceti                |
| Menkar       | Lambda Ceti               |
| Menkent      | Theta Centauri            |
| Menkhib      | Zeta Persei               |
| Menkib       | Beta Pegasi               |
| Menkib       | Xi Persei                 |
| Menkib       | Zeta Persei               |
| Mentar       | Alpha Ceti                |
| Merach       | Beta Andromedae           |
| Merak        | Beta Ursae Majoris        |
| Merakh       | Beta Ursae Majoris        |
| Meres        | Beta Bootis               |
| Merets       | Beta Bootis               |
| Merez        | Beta Bootis               |
| Merga        | 38 Bootis                 |
| Merkab       | Alpha Pegasi              |
| Meropa       | 23 Tauri                  |
| Mérope       | 23 Tauri                  |
| Mesarthim    | Gamma Arietis             |
| Mesartkhim   | Gamma Arietis             |
| Mesartim     | Gamma Arietis             |
| Metallah     | Alpha Trianguli           |
| Metallakh    | Alpha Trianguli           |
| Metallakh    | Alpha Trianguli Australis |
| Mezartim     | Gamma1 Arietis            |
| Miaplacidus  | Beta Carinae              |
| Miaplatsidus | Beta Carinae              |
| Mifrid       | Eta Bootis                |
| Mimosa       | Beta Crucis               |
| Mimoza       | Beta Crucis               |
| Minchir      | Sigma Hydrae              |
| Minelauva    | Beta Virginis             |
| Minelauva    | Delta Virginis            |
| Minkar       | Epsilon Corvi             |
| Mintaka      | Delta Orionis             |
| Mintika      | Delta Orionis             |
| Mira         | Omicron Ceti              |
| Miram        | Eta Persei                |
| Mirac        | Beta Andromedae           |
| Mirac        | Epsilon Bootis            |
| Mirach       | Beta Andromedae           |
| Mirach       | Epsilon Bootis            |
| Mirak        | Beta Andromedae           |
| Mirak        | Beta Ursae Majoris        |
| Mirak        | Epsilon Bootis            |
| Mirakh       | Beta Andromedae           |
| Mirfak       | Alpha Persei              |
| Mirfak       | Kappa Herculis            |
| Mirphak      | Alpha Persei              |
| Mirtsam      | Beta Canis Majoris        |
| Mirza        | Beta Canis Majoris        |
| Mirza        | Gamma Canis Majoris       |
| Mirza        | Zeta Ursae Majoris        |
| Mirzam       | Beta Canis Majoris        |
| Mismar       | Alpha Ursae Minoris       |
| Misam        | Chi Persei                |
| Misam        | Kappa Persei              |
| Misam        | Lambda Herculis           |
| Mitsar       | Zeta Ursae Majoris        |
| Mizar        | Epsilon Bootis            |
| Mizar        | Zeta Ursae Majoris        |
| Mizat        | Zeta Ursae Majoris        |
| Monkar       | Alpha Ceti                |
| Motallakh    | Alpha Trianguli           |
| Mothallah    | Alpha Trianguli           |
| Mufrid       | Eta Bootis                |
| Mufride      |                           |
| Muhlifaïn    | Gamma Centauri            |
| Mulipheïn    | Gamma Canis Majoris       |
| Muliphen     | Gamma Canis Majoris       |
| Muphrid      | Eta Bootis                |
| Muphride     | Eta Bootis                |
| Murfach      | Alpha Persei              |
| Murzim       | Beta Canis Majoris        |
| Muscida      | Omicron Ursae Majoris     |
| Muscida      | Pi1 Ursae Majoris         |
| Muscida      | Pi2 Ursae Majoris         |

## N
| Nom propre     | Désignation           |
| -------------- | --------------------- |
| Na'ir al Saïf  | Iota Orionis          |
| Naïr al Saïf   | Iota Orionis          |
| Naïr al Zaurak | Alpha Phoenicis       |
| Naos           | Zeta Puppis           |
| Nash           | Gamma Sagittarii      |
| Nash           | W Sagittarii          |
| Nashira        | Gamma Capricorni      |
| Nat            | Beta Tauri            |
| Nath           | Beta Tauri            |
| Natkh          | Beta Tauri            |
| Navigatoria    | Alpha Ursae Minoris   |
| Nekkar         | Beta Bootis           |
| Nibal          | Beta Leporis          |
| Nicolaus       | Alpha Delphini        |
| Nihal          | Beta Leporis          |
| Nikhal'        | Beta Leporis          |
| Nod            | Zeta Draconis         |
| Nodus I        | Xi Draconis           |
| Nodus I        | Zeta Draconis         |
| Nodus II       | Delta Draconis        |
| Nodus Secundus | Delta Draconis        |
| Nunki          | Sigma Sagittarii      |
| Nusakan        | Beta Coronae Borealis |
| Nushaba        | Gamma Sagittarii      |
| Nushaba        | W Sagittarii          |

## O
| Nom propre          | Désignation           |
| ------------------- | --------------------- |
| Oculus Boreus       | Epsilon Tauri         |
| Okda                | Alpha Piscium         |
| Okul                | Pi Capricorni         |
| Os Pegasi           | Epsilon Pegasi        |
| Os Piscis Meridiani | Alpha Piscis Austrini |
| Os Piscis Notii     | Alpha Piscis Austrini |

## P
| Nom propre                  | Désignation         |
| --------------------------- | ------------------- |
| Palilicium                  | Alpha Tauri         |
| Palilistij                  | Alpha Tauri         |
| Paliliya                    | Alpha Tauri         |
| Paon                        | Alpha Pavonis       |
| Parilicium                  | Alpha Tauri         |
| Pelag                       | Sigma Sagittarii    |
| Perse                       | Alpha Indi          |
| Phacd                       | Gamma Ursae Majoris |
| Phact                       | Alpha Columbae      |
| Phad                        | Alpha Columbae      |
| Phad                        | Gamma Ursae Majoris |
| Phaet                       | Alpha Columbae      |
| Phakt                       | Alpha Columbae      |
| Phecda                      | Gamma Ursae Majoris |
| Phegda                      | Gamma Ursae Majoris |
| Phekda                      | Gamma Ursae Majoris |
| Phekha                      | Gamma Ursae Majoris |
| Pherkad                     | Gamma Ursae Majoris |
| Pherkad Major               | Gamma Ursae Majoris |
| Pherkad Minor               | 11 Ursae Minoris    |
| Pherkard                    | Delta Ursae Minoris |
| Phurud                      | Zeta Canis Majoris  |
| Pikok                       | Alpha Pavonis       |
| Pish Pai                    | Mu Geminorum        |
| Étoile de Plaskett          | HR 2422             |
| Pléione                     | 28 Tauri            |
| Plejone                     | 28 Tauri            |
| Plejona                     | 28 Tauri            |
| Polaris                     | Alpha Ursae Minoris |
| Polaris Australis           | Sigma Octantis      |
| Polaris Galacticus Borealis | 31 Comae Berenices  |
| Polis                       | Mu Sagittarii       |
| Polluks                     | Beta Geminorum      |
| Pollux                      | Beta Geminorum      |
| Polyarnaya                  | Alpha Ursae Minoris |
| Porrima                     | Gamma Virginis      |
| Praecipua                   | 46 Leo Minoris      |
| Praepes                     | Eta Geminorum       |
| Praesepe                    | Epsilon Cancri      |
| Prezepe                     | Epsilon Cancri      |
| Prima Giedi                 | Alpha1 Capricorni   |
| Printseps                   | Delta Bootis        |
| Procyon                     | Alpha Canis Minoris |
| Propus                      | Eta Geminorum       |
| Protrigetrix                | Epsilon Virginis    |
| Protrygetor                 | Epsilon Virginis    |
| Provindemiator              | Epsilon Virginis    |
| Proksima                    | Alpha Centauri      |
| Proksima Kentavra           | Alpha Centauri      |
| Proxima Centauri            | Alpha Centauri C    |
| Prop                        | Eta Geminorum       |
| Propus                      | 1 Geminorum         |
| Propus                      | Eta Geminorum       |
| Propus                      | Iota Geminorum      |
| Protsion                    | Alpha Canis Minoris |
| Pulcherrima                 | Epsilon Bootis      |

## R
| Nom propre               | Désignation         |
| ------------------------ | ------------------- |
| Rana                     | Delta Eridani       |
| Rana Secunda             | Beta Ceti           |
| Rasaben                  | Gamma Draconis      |
| Rasalas                  | Mu Leonis           |
| Ras al Asad al Shamaliyy | Mu Leonis           |
| Ras alegti               | Alpha Herculis      |
| Ras Al'geti              | Alpha Herculis      |
| Ras Algethi              | Alpha Herculis      |
| Rasalgethi               | Alpha Herculis      |
| Ras Alhague              | Alpha Ophiuchi      |
| Rasalhague               | Alpha Ophiuchi      |
| Ras Al'khag              | Alpha Ophiuchi      |
| Rasal'khag               | Alpha Ophiuchi      |
| Ras Al'khage             | Alpha Ophiuchi      |
| Ras al Muthallah         | Alpha Trianguli     |
| Ras Elased Australis     | Epsilon Leonis      |
| Ras Elased Borealis      | Mu Leonis           |
| Rasehl'gul               | Beta Persei         |
| Ras Hammel               | Alpha Arietis       |
| Rastaban                 | Beta Draconis       |
| Rastaban                 | Gamma Draconis      |
| Rastaben                 | Beta Draconis       |
| Ras Thaoum               | Alpha Geminorum     |
| Reda                     | Gamma Aquilae       |
| Regor                    | Gamma2 Velorum      |
| Regul[réf. nécessaire]   | Alpha Leonis        |
| Régulus                  | Alpha Leonis        |
| Rescha                   | Alpha Piscium       |
| Resha                    | Alpha Piscium       |
| Rigel                    | Beta Orionis        |
| Rigel'                   | Beta Orionis        |
| Rigel Kentaurus          | Alpha Centauri      |
| Rigil Kent               | Alpha Centauri      |
| Rigil' Kentavrus         | Alpha Centauri      |
| Rijl al Awwa             | Mu Virginis         |
| Rotanen                  | Beta Delphini       |
| Rotanev                  | Beta Delphini       |
| Rucba                    | Alpha Sagittarii    |
| Rucba                    | Delta Cassiopeiae   |
| Rucha                    | Delta Cassiopeiae   |
| Ruchba                   | Omega1 Cygni        |
| Ruchba                   | Omega2 Cygni        |
| Ruchbah                  | Delta Cassiopeiae   |
| Ruchbah                  | Epsilon Cassiopeiae |
| Rukba                    | Delta Cassiopeiae   |
| Rukbat                   | Alpha Sagittarii    |
| Rukbat al-dajajah        | Omega2 Cygni        |
| Rukbat al Rami           | Alpha Sagittarii    |
| Rutilicus                | Beta Herculis       |

## S
| Nom propre                      | Désignation                                                                              |
| ------------------------------- | ---------------------------------------------------------------------------------------- |
| Saad el Melik                   | Alpha Aquarii                                                                            |
| Saad el Sund                    | Beta Aquarii                                                                             |
| Sabik                           | Eta Ophiuchi                                                                             |
| Saclateni                       | Zeta Aurigae                                                                             |
| Sadachbia                       | Gamma Aquarii                                                                            |
| Sadalachbia                     | Gamma Aquarii                                                                            |
| Sadalbari                       | Mu Pegasi                                                                                |
| Sadal'melek                     | Alpha Aquarii                                                                            |
| Sadalmelek                      | Alpha Aquarii                                                                            |
| Sadal'melik                     | Alpha Aquarii                                                                            |
| Sadalmelik                      | Alpha Aquarii                                                                            |
| Sadalsud                        | Beta Aquarii                                                                             |
| Sadalsund                       | Beta Aquarii                                                                             |
| Sadalsuud                       | Beta Aquarii                                                                             |
| Sadatoni                        | Zeta Aurigae                                                                             |
| Sad Ehl'zud                     | Beta Aquarii                                                                             |
| Sad es Saud                     | Beta Aquarii                                                                             |
| Sadir                           | Gamma Cygni                                                                              |
| Sadira                          | Sigma Sagittarii                                                                         |
| Sadlamulk                       | Alpha Aquarii                                                                            |
| Sador                           | Gamma Cygni                                                                              |
| Sadr                            | Gamma Cygni                                                                              |
| Saïdak                          | 80 Ursae Majoris                                                                         |
| Saïf                            | Kappa Orionis                                                                            |
| Saïf al Jabbar                  | Eta Orionis                                                                              |
| Saïph                           | Kappa Orionis                                                                            |
| Salm                            | Tau Pegasi                                                                               |
| Sargas                          | Theta Scorpii                                                                            |
| Sarin                           | Delta Herculis                                                                           |
| Sartan                          | Alpha Cancri                                                                             |
| Scalovin                        | Alpha Delphini                                                                           |
| Sceptrum                        | 53 Eridani                                                                               |
| Scheat                          | Beta Pegasi                                                                              |
| Scheat                          | Delta Aquarii                                                                            |
| Schedar                         | Alpha Cassiopeiae                                                                        |
| Scheddi                         | Delta Capricorni                                                                         |
| Schedir                         | Alpha Cassiopeiae                                                                        |
| Étoile de Schweizer-Middleditch | (pas d’autre nom) située dans la ligne de visée, mais en arrière-plan de SNR G327.6+14.6 |
| Scutulum                        | Iota Carinae                                                                             |
| Seat Alpheras                   | Beta Pegasi                                                                              |
| Secunda Giedi                   | Alpha2 Capricorni \|                                                                     |
| Seat                            | Pi Aquarii                                                                               |
| Segin                           | Gamma Bootis                                                                             |
| Segin                           | Epsilon Cassiopeiae                                                                      |
| Seginus                         | Gamma Bootis                                                                             |
| Serdtse Carla                   | Alpha1 Canum Venaticorum                                                                 |
| Sertan                          | Alpha Cancri                                                                             |
| Shaf                            | Beta Cassiopeiae                                                                         |
| Sham                            | Alpha Sagittae                                                                           |
| Sharatan                        | Beta Arietis                                                                             |
| Shaula                          | Lambda Scorpii                                                                           |
| Sheat                           | Beta Pegasi                                                                              |
| Sheat                           | Delta Aquarii                                                                            |
| Shedar                          | Alpha Cassiopeiae                                                                        |
| Sheddi                          | Delta Capricorni                                                                         |
| Shedir                          | Alpha Cassiopeiae                                                                        |
| Shéliak                         | Beta Lyrae                                                                               |
| Shelyak                         | Beta Lyrae                                                                               |
| Shératan                        | Beta Arietis                                                                             |
| Shiliak                         | Beta Lyrae                                                                               |
| Sinistra                        | Nu Ophiuchi                                                                              |
| Sirius                          | Alpha Canis Majoris                                                                      |
| Sirah                           | Alpha Andromedae                                                                         |
| Sirrah                          | Alpha Andromedae                                                                         |
| Sirrakh                         | Alpha Andromedae                                                                         |
| Situla                          | Kappa Aquarii                                                                            |
| Skat                            | Delta Aquarii                                                                            |
| Soleil                          |                                                                                          |
| Spica                           | Alpha Virginis                                                                           |
| Spica Virginis                  | Alpha Virginis                                                                           |
| Spika                           | Alpha Virginis                                                                           |
| Stérope I                       | 21 Tauri                                                                                 |
| Stérope II                      | 22 Tauri                                                                                 |
| Sualocin                        | Alpha Delphini                                                                           |
| Sualotsin                       | Alpha Delphini                                                                           |
| Subra                           | Omicron Leonis                                                                           |
| Suhaïl                          | Alpha Carinae                                                                            |
| Suhaïl                          | Lambda Velorum                                                                           |
| Suhaïl al Muhlif                | Gamma2 Velorum                                                                           |
| Suhaïl Hadar                    | Zeta Puppis                                                                              |
| Suhel                           | Alpha Carinae                                                                            |
| Sukhejl'                        | Alpha Carinae                                                                            |
| Sulafat                         | Gamma Lyrae                                                                              |
| Sulaphat                        | Gamma Lyrae                                                                              |
| Svalocin                        | Alpha Delphini                                                                           |
| Syrma                           | Iota Virginis                                                                            |

## T
| Nom propre                 | Désignation          |
| -------------------------- | -------------------- |
| Tabit                      | Pi3 Orionis          |
| Tabit                      | Upsilon Orionis      |
| Tajgeta                    | 19 Tauri             |
| Talita                     | Iota Ursae Majoris   |
| Talitha                    | Iota Ursae Majoris   |
| Tania Australis            | Mu Ursae Majoris     |
| Tania Borealis             | Lambda Ursae Majoris |
| Tarazed                    | Gamma Aquilae        |
| Tarf                       | Beta Cancri          |
| Taygeta                    | 19 Tauri             |
| Taygète                    | 19 Tauri             |
| Étoile de Teegarden        | SO025300.5+165258    |
| Tegmen                     | Zeta1 Cancri         |
| Tegmine                    | Zeta1 Cancri         |
| Tejat                      | Mu Geminorum         |
| Tejat Posterior            | Mu Geminorum         |
| Tejat Prior                | Eta Geminorum        |
| Terebell                   | Omega Sagittarii     |
| Terebellum                 | 59 Sagittarii        |
| Terebellum                 | 60 Sagittarii        |
| Terebellum                 | 62 Sagittarii        |
| Terebellum                 | Omega Sagittarii     |
| Teyat Posterior            | Mu Geminorum         |
| Teyat Prior                | Eta Geminorum        |
| Thabit                     | Upsilon Orionis      |
| Theemim                    | Upsilon2 Eridani     |
| Theemin                    | Upsilon2 Eridani     |
| Thuban                     | Alpha Draconis       |
| Toliman                    | Alpha Centauri       |
| Torcularis Septentrionalis | Omicron Piscium      |
| Tramontana                 | Alpha Ursae Minoris  |
| Tsebal'raj                 | Beta Ophiuchi        |
| Tselano[réf. nécessaire]   | 16 Tauri             |
| Tsel'bal'raj               | Beta Ophiuchi        |
| Tselena[réf. nécessaire]   | 16 Tauri             |
| Tsih                       | Gamma Cassiopeiae    |
| Tsolma                     | Delta Leonis         |
| Tuban                      | Alpha Draconis       |
| Turaïs[réf. nécessaire]    | Iota Carinae         |
| Tureis                     | Iota Carinae         |
| Tureis                     | Rho Puppis           |
| Tyl                        | Epsilon Draconis     |

## U
| Nom propre     | Désignation      |
| -------------- | ---------------- |
| Unuk           | Alpha Serpentis  |
| Unuk alb Khaj  | Alpha Serpentis  |
| Unukalhaï      | Alpha Serpentis  |
| Unuk al Hay    | Alpha Serpentis  |
| Unukalhay      | Alpha Serpentis  |
| Unuk al' Khaj  | Alpha Serpentis  |
| Unuk Ehl'khaja | Alpha Serpentis  |
| Unuk Elhaia    | Alpha Serpentis  |
| Urkab          | Beta1 Sagittarii |
| Urkab          | Beta2 Sagittarii |

## V
| Nom propre             | Désignation            | Signification |
| ---------------------- | ---------------------- | ------------- |
| Étoile de van Maanen   | Gliese 35              |               |
| Vasat                  | Delta Geminorum        |               |
| Véga                   | Alpha Lyrae            |               |
| Venabulum              | Mu1 Bootis             |               |
| Venatici               | Beta Canum Venaticorum |               |
| Vendémiatrix           | Epsilon Virginis       |               |
| Venator                | Beta Delphini          |               |
| Vespertilio            | Alpha Scorpii          |               |
| Vezad[réf. nécessaire] | Delta Geminorum        |               |
| Vezen[réf. nécessaire] | Delta Canis Majoris    |               |
| Vildiur                | Delta Ursae Minoris    |               |
| Vindemiator            | Epsilon Virginis       |               |
| Vinde-Miatriks         | Epsilon Virginis       |               |
| Vindemiatriks          | Epsilon Virginis       |               |
| Vindémiatrix           | Epsilon Virginis       |               |

## W
| Nom propre | Désignation         |
| ---------- | ------------------- |
| Wasat      | Delta Geminorum     |
| Wazn       | Beta Columbae       |
| Wéga       | Alpha Lyrae         |
| Wesat      | Delta Geminorum     |
| Wesen      | Delta Canis Majoris |
| Wezn       | Beta Columbae       |
| Wezen      | Delta Canis Majoris |

## Y
| Nom propre    | Désignation         |
| ------------- | ------------------- |
| Yad           | Delta Ophiuchi      |
| Yed           | Delta Ophiuchi      |
| Yed Posterior | Epsilon Ophiuchi    |
| Yed Prior     | Delta Ophiuchi      |
| Yildun        | Delta Ursae Minoris |
| Yilduz        | Alpha Ursae Minoris |

## Z
| Nom propre         | Désignation      |
| ------------------ | ---------------- |
| Zaniah             | Eta Virginis     |
| Zannakh            | Eta Virginis     |
| Zarijan            | Beta Virginis    |
| Zaurac             | Gamma Eridani    |
| Zaurack            | Gamma Eridani    |
| Zaurak             | Gamma Eridani    |
| Zavidzhava         | Beta Virginis    |
| Zavijah            | Beta Virginis    |
| Zavijava           | Beta Virginis    |
| Zavyava            | Beta Virginis    |
| Zawijah            | Beta Virginis    |
| Zibal              | Zeta Eridani     |
| Zosca              | Delta Leonis     |
| Zosma              | Delta Leonis     |
| Zozca              | Delta Leonis     |
| Zozma              | Delta Leonis     |
| Zuben Ehl'genubi   | Alpha Librae     |
| Zuben Ehl' Genubi  | Alpha Librae     |
| Zuben Elakrab      | Gamma Librae     |
| Zuben Elakribi     | Delta Librae     |
| Zuben El Chamali   | Beta Librae      |
| Zubenelg           | Beta Librae      |
| Zuben el Genubi    | Sigma Librae     |
| Zuben Elgenubi     | Alpha Librae     |
| Zubenelgenubi      | Alpha Librae     |
| Zuben el Hakrabi   | Gamma Librae     |
| Zuben Elschemali   | Beta Librae      |
| Zuben Eschamali    | Beta Librae      |
| Zubenesch          | Beta Librae      |
| Zubeneschamali     | Beta Librae      |
| Zubenish           | Beta Librae      |
| Zuben Hakrabi      | Nu Librae        |
| Zuben Hakrabi      | Sigma Librae     |
| Zuben Hakraki      | Sigma Librae     |
| Zubenhakraki       | Sigma Librae     |
| Zubal Al Akrab     | Sigma Librae     |
| Zubra              | Delta Leonis     |
| Zujj al Nushshabah | Gamma Sagittarii |
| Zujj al Nushshabah | W Sagittarii     |

- Haut – A
- B
- C
- D
- E
- F
- G
- H
- I
- J
- K
- L
- M
- N
- O
- P
- Q
- R
- S
- T
- U
- V
- W
- X
- Y
- Z